# Fagyás

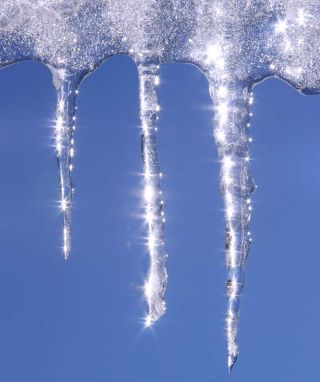
Jéglapról csöpögő, majd megfagyó víz jégcsapokat képezve

A fagyás olyan halmazállapot-változás, melynek során a folyadék szilárd halmazállapotúvá válik, amikor a hőmérséklete fagypont alá csökken. A nemzetközileg elfogadott definíció szerint a fagyás egy folyadék vagy egy anyag folyadéktartalmának megszilárdulási fázisának megváltozását jelenti, általában lehűlés következtében.
A legtöbb anyag olvadáspontja és fagyáspontja azonos hőmérsékletű; bizonyos anyagok azonban eltérő szilárd-folyadék átmeneti hőmérséklettel rendelkeznek. Például az agaragar hiszterézist mutat olvadáspontjában és fagyáspontjában. 85 °C-on olvad és 32 °C-tól 40 °C-ig szilárdul.

## Kristályosodás
A legtöbb folyadék kristályosodással megfagy, az egyenletes folyadékból kristályos szilárd anyag képződik. Ez egy elsőrendű termodinamikai fázisátalakulás, ami azt jelenti, hogy amíg szilárd és folyékony együtt léteznek, az egész rendszer hőmérséklete nagyon közel megegyezik az olvadásponttal, mivel levegővel érintkezve lassan távozik a hő, és a levegő rossz hővezető. A fúzió látens hője miatt, a fagyás nagymértékben lelassul, mivel a hőmérséklet a fagyás elkezdődése után addig nem csökken, amíg a fagyás be nem fejeződött.
A kristályosítás két fő eseményből áll, a magképződésből és a kristálynövekedésből. A gócképződés az a lépés, amelyben a molekulák nanométeres léptékű klaszterekbe kezdenek gyűlni, meghatározott módon, periodikusan rendeződve, ami meghatározza a kristályszerkezetet. A kristálynövekedés azoknak a magoknak a későbbi növekedése, amelyeknek sikerül elérniük a kritikus klaszterméretet. A fagyasztás és olvadás termodinamikája a fizikai kémia klasszikus tudományága, amely napjainkban a számítógépes szimulációkkal együtt fejlődik.

## Túlhűtés
A termodinamika második főtétele ellenére a tiszta folyadékok kristályosodása általában az olvadáspontnál alacsonyabb hőmérsékleten kezdődik, a homogén magképződés magas aktiválási energiája miatt. Az atommag létrehozása magában foglalja az interfész kialakítását az új fázis határain. Az egyes fázisok felületi energiája alapján némi energiát fordítanak ennek a határfelületnek a kialakítására. Ha egy hipotetikus mag túl kicsi, akkor a térfogatának kialakításával felszabaduló energia nem elegendő a felszín létrehozásához, és a magképződés nem megy végbe. A fagyás addig nem kezdődik el, amíg a hőmérséklet elég alacsony ahhoz, hogy elegendő energiát biztosítson a stabil magok kialakításához. A tárolóedény felületén fellépő egyenetlenségek, szilárd vagy gáznemű szennyeződések, előre kialakult szilárd kristályok vagy egyéb gócok jelenlétében heterogén gócképződés léphet fel, ahol az előző határfelület részleges roncsolásával némi energia szabadul fel, megemelve a túlhűlési pontot. hogy közel legyen az olvadásponthoz vagy azzal egyenlő. A víz olvadáspontja 1 atmoszféra nyomáson nagyon közel van a 0 °C-hoz, és gócképző anyagok jelenlétében a víz fagyáspontja közel van az olvadásponthoz, de gócképzők hiányában a víz túlhűlhet –40 °C-ra a fagyás előtt. Nagy nyomáson (2000 atmoszféra) a víz akár –70 °C-ra is túlhűl a fagyás előtt.

## Exotermitás
A fagyás szinte mindig exoterm folyamat, ami azt jelenti, hogy a folyadék szilárddá alakulásakor hő és nyomás szabadul fel. Ezt gyakran ellentétesnek tekintik, mivel az anyag hőmérséklete nem emelkedik fagyasztás közben, kivéve, ha a folyadék túl van hűtve. De ez érthető, mivel a hőt folyamatosan el kell távolítani a fagyasztó folyadékból, különben a fagyasztási folyamat leáll. A fagyáskor felszabaduló energia látens hő, és a fúzió entalpiájaként ismert, és pontosan megegyezik az azonos mennyiségű szilárd anyag megolvasztásához szükséges energiával.
Az alacsony hőmérsékletű hélium az egyetlen ismert kivétel az általános szabály alól. A hélium-3 fúziós entalpiája 0,3 K alatti hőmérsékleten negatív. A hélium-4 fúziós entalpiája 0,8 K alatti hőmérsékleten is nagyon enyhén negatív. Ez azt jelenti, hogy megfelelő állandó nyomáson hőt kell hozzáadni ezekhez az anyagokhoz ahhoz, hogy lefagyassza őket.

## Vitrifikáció
Bizonyos anyagok, mint például az üveg és a glicerin, kristályosodás nélkül megkeményedhetnek; ezeket amorf szilárd anyagoknak nevezzük. Az amorf anyagoknak, valamint egyes polimereknek nincs fagyáspontjuk, mivel semmilyen meghatározott hőmérsékleten nincs hirtelen fázisváltozás. Ehelyett fokozatos változás megy végbe viszkoelasztikus tulajdonságaikban különböző hőmérséklet-tartományokban. Az ilyen anyagokat üvegesedési átalakulás jellemzi, amely egy üvegesedési hőmérsékleten megy végbe, amely durván úgy definiálható, mint az anyag sűrűsége/hőmérséklet közötti grafikonjának „térdpontja”. Mivel a vitrifikáció nem egyensúlyi folyamat, nem minősül fagyásnak, amihez egyensúlyra van szükség a kristályos és a folyékony állapot között.

## Terjeszkedés
Az anyagok mérete hevítés hatására nő vagy kitágul. A test méretének ezt a melegedés miatti növekedését hőtágulásnak nevezzük. A hőtágulás minden tárgyban és minden halmazállapotban végbemegy. Azonban a különböző anyagok eltérő tágulási sebességgel rendelkeznek ugyanazon hőmérséklet-emelkedés mellett.

## Élő szervezetek fagyása
Sok élő szervezet képes elviselni hosszú ideig a víz fagypontja alatti hőmérsékletet. A legtöbb élő szervezet olyan fagyvédő anyagokat halmoz fel, mint a magképződést gátló fehérjék, poliolok és glükóz, hogy megvédjék magukat az éles jégkristályok okozta fagykártól. A legtöbb növény, különösen, biztonságosan elérheti a −4 °C és −12 °C közötti hőmérsékletet. Egyes baktériumok, különösen a Pseudomonas syringae, speciális fehérjéket termelnek, amelyek erős jégmagképzőként szolgálnak, és amelyeket arra használnak fel, hogy jégképződést kényszerítsenek ki különböző gyümölcsök és növények felületén −2 °C-on. A fagyás sérüléseket okoz a hámban, és a baktériumok számára elérhetővé teszi az alatta lévő növényi szövetekben található tápanyagokat.

### Baktériumok
A hírek szerint három baktériumfaj, a Carnobacterium pleistocenium, valamint a Chryseobacterium greenlandensis és a Herminiimonas glaciei újjáéledtek, miután több ezer évig jégbe fagyva éltek.

### Növények
Sok növény átesik egy keményedésnek nevezett folyamaton, amely lehetővé teszi, hogy túlélje a 0 °C alatti hőmérsékletet hetekig-hónapokig.

### Állatok
A Haemonchus contortus fonálféreg folyékony nitrogén hőmérsékleten lefagyva 44 hétig képes túlélni. Más fonálférgek is képesek túlélni a 0 °C alatti hőmérsékletet, mint például a Trichostrongylus colubriformis és a Panagrolaimus davidi. Számos hüllő- és kétéltűfaj túléli a fagyást.
Az emberi ivarsejtek és a 2, 4 és 8 sejtes embriók túlélik a fagyást, és akár 10 évig is életképesek, ezt a folyamatot mélyhűtésnek nevezik.
Az emberi lények lefagyasztására irányuló kísérleti kísérleteket a későbbi újraélesztés érdekében krionikának nevezik.

## Élelmiszer-tartósítás
A fagyasztás az élelmiszerek elterjedt tartósítási módja, amely lassítja az élelmiszerek bomlását és a mikroorganizmusok növekedését. Amellett, hogy az alacsonyabb hőmérséklet hatással van a reakciósebességre, a fagyasztás kevésbé teszi elérhetővé a vizet a baktériumok növekedéséhez. A fagyasztás az egyik legrégebbi és legszélesebb körben alkalmazott élelmiszer-tartósítási módszer, egészen 1842-ig nyúlik vissza, a fagyasztást rendkívül széles körben alkalmazták jeges és sós lében. A fagyasztás során az ízek, az illat és a tápanyagtartalom általában változatlan marad. A fagyasztás a mechanikus hűtés megjelenése után vált kereskedelmi forgalomba. A fagyasztást sikeresen alkalmazzák számos élelmiszer hosszú távú tartósítására, amely jelentősen meghosszabbítja az eltarthatóságot. A fagyasztásos tartósítást általában jobbnak tartják, mint a konzerválást és a dehidratálást az érzékszervi és táplálkozási tulajdonságok megtartása tekintetében.

## Fordítás
- Ez a szócikk részben vagy egészben  a   Freezing című angol Wikipédia-szócikk fordításán alapul.  Az eredeti cikk szerkesztőit annak laptörténete sorolja fel. Ez a jelzés csupán a megfogalmazás eredetét és a szerzői jogokat jelzi, nem szolgál a cikkben szereplő információk forrásmegjelöléseként.